# Lissotestella rissoaformis
Lissotestella rissoaformis is een slakkensoort uit de familie van de Skeneidae. De wetenschappelijke naam van de soort is voor het eerst geldig gepubliceerd in 1931 door Powell.